# Warner Koiter
Warner Tjardus Koiter (Amsterdã, 16 de junho de 1914 — Delft, 2 de setembro de 1997) foi um influente engenheiro mecânico neerlandes, além de ter sido professor de mecânica aplicada da Universidade Técnica de Delft de 1949 até 1979.
Foi agraciado com Medalha Theodore von Karman em 1965, com a Medalha Timoshenko em 1968, e com a Medalha Warner T. Koiter em 1997, sendo esta última criada em sua homenagem.

## Publicações
- W. T. Koiter´s Elastic stability of solids and structures, Cambridge University Press 2009, Herausgeber Arnold M. A. van der Heijden
- Herausgeber Proceedings of the IUTAM Symposium on the theory of thin elastic shells. Delft, 24.-28. August 1959, North Holland 1960
- Herausgeber Theory of Shells, Proc. 3. IUTAM Symposium Shell Theory, Tbilisi 1978, North Holland 1980
- Herausgeber Theoretical and applied mechanics. Proc. 14. IUTAM Congress, Delft 1976, North Holland 1977
- Stress-strain relations, uniqueness and variational theorems for elastic-plastic materials with a singular yield surface, Quarterly of Applied Mathematics, Band 11, 1953, S. 350-354
- General theorems for elastic-plastic solids, in Ian Sneddon, Rodney Hill (Hrsg.) Progress in solid mechanics, Band 6, North Holland, 1960/61, S. 165-221
- A consistent first approximation in the theory of thin elastic shells, in Koiter (Hrsg) Proc. IUTAM Symp. on the theory of thin elastic shells, North Holland, 1960, S. 12-33
- On the nonlinear theory of thin elastic shells, Teil 1-3, Proc. Kon. Ned. Akad. Wet., Band 69,  1966, S. 1-54
- On the foundation of the linear theory of thin elastic shells, Proc. Kon. Ned. Akad. Wet., Band 73, 1970, S. 169-195
- Stijfheid en sterkte 1: grondslagen, Haarlem, Scheltema & Holkema 1972
- Omzien en verwondering, maar niet in wrok, in J. F. Besseling, A. M. A. van der Heijden (Hrsg) Trends in solid mechanics. Proc. of the Symposium dedicated to the 65. Birthday of W. T. Koiter, Delft University Press 1979, S. 237-246